# Eupithecia cretaceata
Eupithecia cretaceata is een vlinder uit de familie spanners (Geometridae). De wetenschappelijke naam is voor het eerst geldig gepubliceerd in 1874 door Packard.
De soort komt voor in Europa.